# European Young Masters
De European Young Masters is een golftoernooi voor amateurs t/m 16 jaar.
Deze jeugdwedstrijd bestaat sinds 1995. De eerste editie werd georganiseerd op Wentworth Golf in Engeland. De tweede editie vond plaats in 1997, en hier werden jongeren t/m 18 jaar toegelaten, wat later niet meer gebeurde. Voor hen was een speciale prijs ingesteld.

## Winnaars
| Jaar | Baan                                        | Nations Cup   | Individueel winnaar                                                                        | Opmerking                                                                       |               |
| ---- | ------------------------------------------- | ------------- | ------------------------------------------------------------------------------------------ | ------------------------------------------------------------------------------- | ------------- |
| 1995 | The Wentworth Club, Engeland                | Spanje        | Barbara Paruscio Sergia Garcia                                                             |                                                                                 |               |
| 1996 | niet gespeeld                               | niet gespeeld | niet gespeeld                                                                              | niet gespeeld                                                                   | niet gespeeld |
| 1997 | Royal Park I Roveri, Italië                 | Italië        | t/m 16 jaar: Suzann Pettersen Roberto Paolillo t/m 18 jaar: Giulia Sergas Omar Halldorsson | België 3de Pettersen is in 2000 pro geworden . Sergas is in 1999 pro geworden . |               |
| 1998 | Royal Park I Roveri, Italië                 | Italië        | Diana Luna Barry Hume                                                                      | Luna is in 2001 pro geworden .                                                  |               |
| 1999 | Royal Park I Roveri, Italië                 | Spanje        | Lucia Mar Rafael Cabrera Bello                                                             | Cabrero is in 2005 pro geworden                                                 |               |
| 2000 | Royal Park I Roveri, Italië                 | Spanje        | Carmen Alonso Rafael Cabrera Bello                                                         | Nederland 3de Alonso is in 2004 pro geworden                                    |               |
| 2001 | Augsburg Golf Club, Duitsland               | Frankrijk     | Emma Cabrera Bello Tony Raillard                                                           | Cabrera is in 2007 pro geworden .                                               |               |
| 2002 | Augsburg Golf Club, Duitsland               | Spanje        | Maria Hernandez Pablo Martín                                                               | Martin is in 2007 pro geworden                                                  |               |
| 2003 | Augsburg Golf Club, Duitsland               | Spanje        | Azahara Munoz Ben Parker                                                                   |                                                                                 |               |
| 2004 | Styrian Golf Club Murhof, Oostenrijk        | Spanje        | Carlotta Ciganda Zachariah Gould                                                           | België 3de                                                                      |               |
| 2005 | Styrian Golf Club Murhof, Oostenrijk        | Spanje        | Carlotta Ciganda Floris de Vries                                                           | Nederland 2de De Vries is in 2009 pro geworden                                  |               |
| 2006 | Styrian Golf Club Murhof, Oostenrijk        | Duitsland     | Saskia Hausladen Maximilian Kieffer                                                        | Hausladen heeft in 2009 hcp +3,1 .                                              |               |
| 2007 | Bondues Golf Club, Frankrijk                | Italië        | Carly Booth Matteo Manassero                                                               | Robin Kind 2de, hij is in 2009 pro geworden                                     |               |
| 2008 | Golf de Chantilly Frankrijk                 | Frankrijk     | Lisa Maguire Stanislas Gautier                                                             |                                                                                 |               |
| 2009 | Le Golf National, Albatros Course Frankrijk | Tsjechië      | Klara Spilkova (-8) Jeroen Krietemeijer                                                    | 2de Thomas Detry 3de                                                            |               |